# Hugo Odeberg

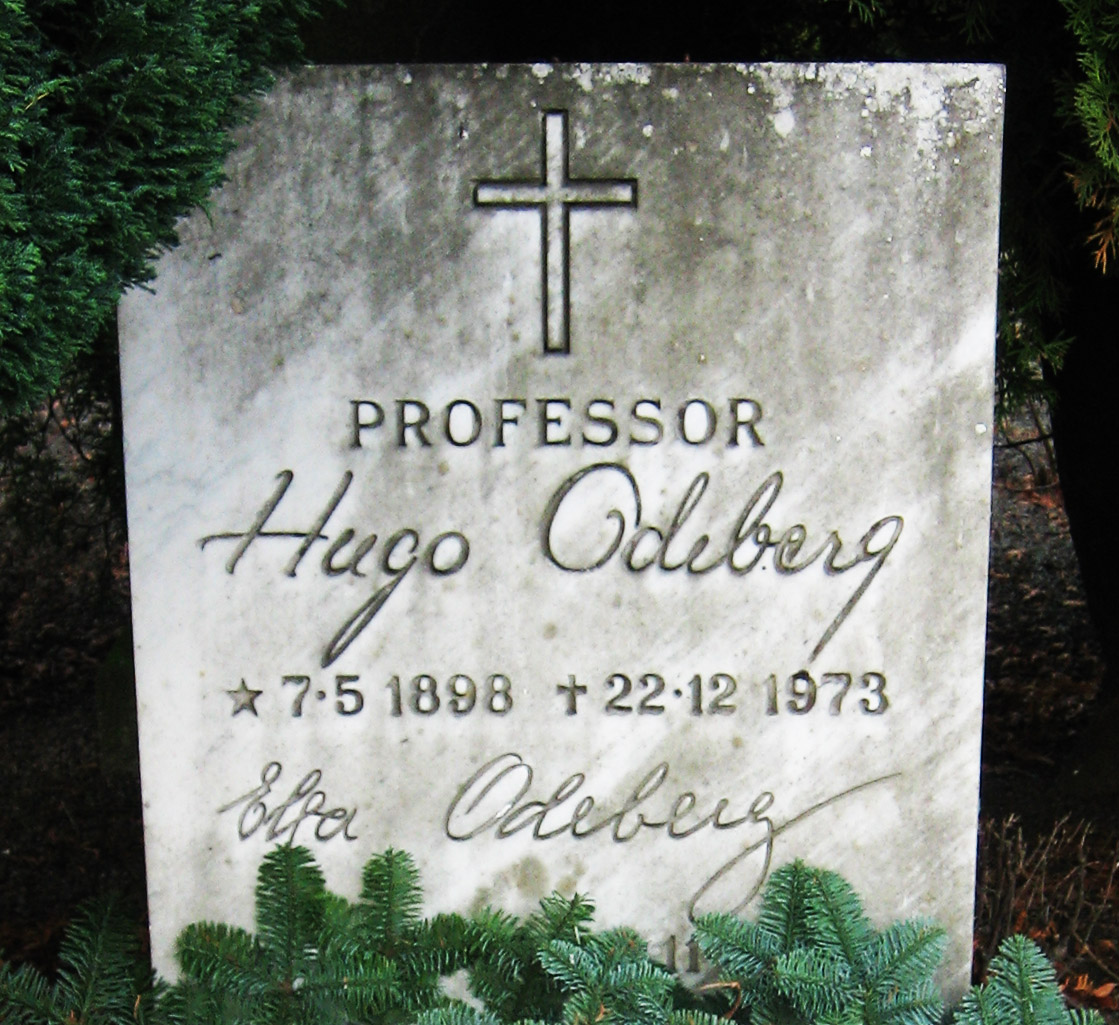
Hugo Odebergs gravvård på Norra kyrkogården i Lund.

Hugo Odeberg, före december 1925 Olsson, född 7 maj 1898 i Åmåls landsförsamling i Älvsborgs län, död 22 december 1973 i Sankt Peters klosters församling i Malmöhus län, var en svensk teolog och exeget, professor vid Lunds universitet. Under sin tid var han en av de främsta kännarna av judisk litteratur från antiken. 

## Biografi
Odeberg växte upp under mycket enkla omständigheter med en ensamstående mor. Hennes religiositet gjorde att Odeberg redan från barndomen blev förtrogen med Bibelns värld. Han visade tidigt prov på en stor språkbegåvning, och genom stöd från bättre bemedlade personer möjliggjordes vidare studier i Uppsala.
Odeberg blev filosofie kandidat 1919, teologie kandidat 1921 och teologie licentiat 1929 vid Uppsala universitet. Åren 1921–1922 bodde han på Norrbyska studenthemmet. År 1922 begav han sig till London för att utbilda sig till missionär i Svenska kyrkans tjänst, men måste av hälsoskäl överge dessa planer. Han kom istället främst att ägna sig åt exegetiska och judaistiska studier, särskilt under ledning av Georg Herbert Box (1869–1933), och erhöll 1924 filosofie doktorsgraden (Ph.D.) vid University of London.
Han bedrev även studier i Oxford, Bonn och Köln. År 1928 förordnades han som docent i exegetik vid Uppsala universitet. År 1930 utnämndes han till kyrkoherde i Björklinge strax norr om Uppsala. År 1932 promoverades han till teologie doktor vid Uppsala universitet och under åren 1933–1964 uppehöll han den ena professuren i exegetisk teologi vid Lunds universitet. Odeberg invaldes som ledamot av Humanistiska Vetenskapssamfundet i Lund samma år som han blev professor.
Odenberg grundade Samfundet Erevna för nytestamentlig forskning 1943 i syfte att befordra bibeltrogen forskning, och att förhjälpa sina medlemmar till ett fördjupat inträngande i den Heliga Skrift. I Samfundet Erevnas sammanhang var överrabbinen Kurt Wilhelm i Stockholm och den ortodoxe rabbinen Herman Wohlstein i Malmö flitiga medarbetare under flera år.
Enligt Håkan Eilert hade Odeberg en programidé från början som gick ut på att "påvisa sambandet mellan den judiska mystiken och de nytestamentliga skrifterna". Enligt Eilert fullföljde Odeberg aldrig detta projekt. Eilert hänvisar också till Birger Gerhardsson, Odebergs efterträdare på professorsstolen, som påstår i sin bok att Odeberg lade fram sina idéer så diskret att den oinvigde "knappast anar dess ursprung".

### Protyskt engagemang
År 1937 talade Odeberg om judefrågan på Nationella Studentklubben och visade stor förståelse för den etniska rensning som inletts i Tyskland; bland annat konstaterade han att "en nation bör inte finna sig i ett obehörigt judiskt inflytande". Mötet var välbesökt och refererades positivt i Lunds Dagblad.
Odeberg var ordförande för Riksföreningen Sverige–Tyskland från 1941. Mellan 1941 och 1945 var han ansvarig utgivare för föreningens tidning Sverige-Tyskland. I oktober 1940 beskriver han i denna tidning bland annat sin tillfredsställelse över att man i Tyskland inrättat nya institutioner där man bedriver forskning utan judiskt inflytande. Han var även inskriven som medlem i den fascistiska organisationen Svensk Opposition år 1941. Odeberg valdes 1937 till inspektor i Värmlands nation i Lund, men hans nazistsympatier bidrog till att han  våren 1945 avsattes från denna post, något som påskyndades av dåvarande ecklesiastikministern Tage Erlander. Odeberg kom så småningom att lämna dessa protyska och nazistiska sammanhang, något som bland annat avspeglas i mindre ändringar han låter göra i boken Fariseism och kristendom i dess andra upplaga 1945.

### Familj
Hugo Odeberg var från 1927 och fram till sin död gift med Elsa Ringqvist. Han är begravd på Norra kyrkogården i Lund.